# Homalocalyx chapmanii
Homalocalyx chapmanii är en myrtenväxtart som beskrevs av Lyndley Alan Craven. Homalocalyx chapmanii ingår i släktet Homalocalyx och familjen myrtenväxter. Inga underarter finns listade i Catalogue of Life.